# 子なし税
子なし税（こなしぜい、tax on childlessness、ロシア語: налог на бездетность）は、1940年代からソビエト連邦他の共産主義国で、出生主義者政策の一部として課された税金の一種である。スターリン政権は、成人の生殖を促進する目的でこの税を作成し、それによって人々の数とソビエト連邦の人口を増やした。税は所得の6%分であり、25歳から50歳までの男性と、20歳から45歳までの既婚女性が対象であった。
この税はソビエト連邦の崩壊まで有効であったが、ソビエト連邦の終わりまでに課税され得る金額は着実に減少していた。保健相ミハイル・ズラボフと下院保健保護委員会副委員長ニコライ・ゲラシメンコは、2006年にロシアでこの税を復活させることを提案したものの、今のところその実行には至っていない。